# 1960年夏季残疾人奥林匹克运动会阿根廷代表团
1960年夏季残疾人奥林匹克运动会阿根廷代表团是阿根廷派出的1960年夏季残疾人奥林匹克运动会代表团。获得2枚金牌、3枚银牌和1枚铜牌。